# Dicho y hecho
Dicho y Hecho es el cuarto trabajo discográfico del cantautor argentino Iván Noble como solista.
Salió a la venta disponible en formato CD y CD+DVD en septiembre de 2009
La mayoría de las canciones que componen el material son producto de sus tres discos solistas, exceptuando "Avanti Morocha" y "Hasta estallar", que son temas clásicos de su etapa junto a Los Caballeros de la quema y tres temas inéditos: "Dame un motivo", primer corte de difusión del disco,"Voy al grano", balada donde el artista de alguna manera hace un balance de la etapa actual de su vida y "Un día más", acerca de la monotonía de las jornadas cotidianas. El disco además cuenta con la participación de Fabiana Cantilo en el tema "A soñar un rato"

## Listado de canciones
CD:
1. La chica que nadie saca a bailar
2. La Propina
3. Como el cangrejo
4. Dame un motivo
5. A soñar un rato
6. Hasta estallar
7. Un minuto antes de dejar de quererte
8. Al Grano
9. Bienbenito
10. Tampoco el mundo hace las cosas demasiado bien
11. Avanti Morocha
12. Un día más
13. Olivia

DVD:
1. La chica que nadie saca a bailar
2. La Propina
3. Dame Un Motivo
4. Como El Cangrejo
5. Hasta Estallar
6. Princesa Tibia
7. Fe De Erratas
8. Tampoco El Mundo hace las cosas demasiado bien
9. Un Minuto Antes de dejar de quererte
10. A Soñar Un Rato
11. Al Grano
12. Avanti Morocha
13. Bienbenito
14. Un Día Más
15. No Cuentes Conmigo
16. Todo Tan Raro
17. Olivia
18. Documental

Todos los temas son de la autoría del artista.
Mariano Otero es el productor, arreglador y director musical, mientras que Nahuel Lerena es el productor y director del DVD.
- Datos: Q5805590